# Луи Жозеф де Гиз
Луи Жозеф де Гиз (7 августа 1650 — 30 июля 1671) — французский аристократ, граф д’Э (1654—1660), герцог де Жуайез (1654—1671), герцог де Гиз и принц де Жуанвиль (1664—1671), пэр Франции. Также герцог Ангулемский (по праву матери) и герцог Алансонский (по праву жены).

## Биография
Единственный сын Людовика Лотаринского (1622—1654), 6 герцога де Жуайез (1647—1654), и Марии Франсуазы де Валуа (1631—1696), 3 герцогини Ангулемской (1653—1696), единственной дочери Людовика-Эммануэля де Валуа (1596—1653), 2 герцога Ангулемского (1650—1653).
Родился в Отеле де Гиз, в настоящее время — Отель Субиз (Париж).
В сентябре 1654 года после смерти своего отца Людовика де Жуайеза 4-летний Людовик Жозеф унаследовал титулы герцога де Жуайеза и графа д’Э.
Его мать, Мария Франсуаза де Валуа, стала страдать «слабоумием» (психическим заболеванием) и была отправлена в аббатство под Алансоном. Луи Жозеф перешел под опеку своей тетки, Марии Лотарингской (1615—1688), известной как «мадемуазель де Гиз».
В июне 1664 года после смерти своего бездетного дяди Генриха II де Гиза (1614—1664), 5 герцога де Гиза и принца же Жуанвиль (1640—1664), Луи Жозеф стал его преемником в качестве главы дома Гиз, получив титулы 6 герцога де Гиза и принца де Жуанвиля.
Луи Жозеф получил прекрасное образование под руководством французского писатели и переводчика Филиппа де Гоиба, протеже принцессы Марии де Гиз. Его учителем по верховой езде был Франсуа Роже де Геньер, назначенный стольником молодого герцога.
В октябре 1663 года молодой герцог Луи Жозеф и его тетя Мария де Гиз были с большой помпой встречены в его родном княжестве Жуанвиль.
В 1660 году графство д’Э, принадлежавшее Луи Жозефу, было продано Анне Марии Луизе Орлеанской, герцогине де Монпансье.
30 июля 1671 года скончался от оспы в Париже. Похоронную музыку написал известный французский композитор Марк Антуан де Шарпанье. Герцог был погребен в городе Жуанвиль рядом с могилами его предков. Его сердце было захоронено в аббатстве Монмартра.

## Семья и дети
15 июля 1667 года в Сен-Жермен-ан-Ле женился на Елизавете Маргарите Орлеанской (1646—1696), герцогини Алансонской, дочери Гастона Жана Батиста Французского (1608—1660), 1 герцога Орлеанского (1626—1660), и Маргариты Лотарингской (1615—1672). В браке родился единственный сын:
- Франсуа Жозеф Лотарингский (1670—1675), 7 герцог де Гиз и 8 герцог де Жуайез, принц де Жуанвиль (1671—1675), титулярный герцог Алансонский и Ангулемский.